# Arnoldus de Rosebike
Arnoldus de Rosebike war in den Jahren 1312, 1316 und 1323 Bürgermeister in Brilon.
In mehreren Urkunden Bredelars wird er als Bürgermeister oder als Mitglied der Stadtregierung Brilons genannt. Er war für die Eintreibung und Abführung des Zehenten an das Kapitel des Soester Patroklistiftes verantwortlich.
Bei Stadtfehden stand der Bürgermeister der städtischen Streitmacht vor, auch hatte er das Recht zur Begnadigung von harten Verurteilungen durch das Stadtgericht bei Straftaten. Er konnte bei Todesstrafe begnadigen.